# Розендейл (Міссурі)
Розендейл (англ. Rosendale) — місто (англ. city) в США, в окрузі Ендрю штату Міссурі. Населення — 119 осіб (2020).

## Географія
Розендейл розташований за координатами 40°2′27″ пн. ш. 94°49′24″ зх. д. / 40.04083° пн. ш. 94.82333° зх. д. (40.040696, -94.823239).  За даними Бюро перепису населення США в 2010 році місто мало площу 0,77 км², з яких 0,75 км² — суходіл та 0,03 км² — водойми.

## Демографія
Згідно з переписом 2010 року, у місті мешкали 143 особи в 50 домогосподарствах у складі 38 родин. Густота населення становила 185 осіб/км².  Було 74 помешкання (96/км²).
Расовий склад населення:
| - 98,6 % — білих - 0,7 % — корінних американців |

До двох чи більше рас належало 0,0 %. Частка іспаномовних становила 0,7 % від усіх жителів.
За віковим діапазоном населення розподілялося таким чином: 31,5 % — особи молодші 18 років, 56,6 % — особи у віці 18—64 років, 11,9 % — особи у віці 65 років та старші. Медіана віку мешканця становила 32,8 року. На 100 осіб жіночої статі у місті припадало 120,0 чоловіків;  на 100 жінок у віці від 18 років та старших — 104,2 чоловіків також старших 18 років.
Середній дохід на одне домашнє господарство  становив 35 827 доларів США (медіана — 35 000), а середній дохід на одну сім'ю — 38 264 долари (медіана — 38 438). За межею бідності перебувало 42,6 % осіб, у тому числі 66,7 % дітей у віці до 18 років та 10,0 % осіб у віці 65 років та старших.
Цивільне працевлаштоване населення становило 32 особи. Основні галузі зайнятості: виробництво — 43,8 %, роздрібна торгівля — 15,6 %, освіта, охорона здоров'я та соціальна допомога — 15,6 %.